# Hyphalus insularis
Hyphalus insularis är en skalbaggsart som beskrevs av Britton 1971. Hyphalus insularis ingår i släktet Hyphalus och familjen lerstrandbaggar. Inga underarter finns listade i Catalogue of Life.